# Première législature du Conseil national (Suisse)
Première
Deuxième législature du Conseil national
La première législature du Conseil national débute avec la naissance de l'État fédéral de 1848. Elle commence donc en 1848 et s'achève en 1851.

## Première élection du parlement
D'après une disposition de la Constitution fédérale du 12 septembre 1848, le Conseil national est composé de « députés du Peuple suisse, élus à raison d'un membre par chaque 20 000 âmes ». En conséquence, la chambre basse du parlement doit compter 111 députés ; chaque canton et chaque demi-canton étant tenu d'élire au moins un député. 

## Présidents
Cette première législature voit se succéder cinq présidents :
- Ulrich Ochsenbein, en 1848 ;
- Jakob Robert Steiger, de 1848 à 1849 ;
- Alfred Escher, de 1849 à 1850 ;
- Johann Konrad Kern, de 1850 à 1851 ;
- Jakob Stämpfli, en 1851.

### Sources
- Parlement.ch